# Pseudupeneus
Pseudupeneus són un gènere de peixos de la família dels múl·lids.

## Taxonomia
Hi ha quatre espècies reconegudes:
- Pseudupeneus grandisquamis (Gill, 1863)[1][2]
- Pseudupeneus maculatus (Bloch, 1793)[3]
- Pseudupeneus orientalis (Fowler, 1933)
- Pseudupeneus prayensis (Cuvier, 1829)[4]